# Mea culpa
Mea culpa is een Latijnse uitdrukking, letterlijk vertaald "door mijn schuld", of "door mijn eigen schuld". Om deze zin kracht bij te zetten kan het woord "maxima" worden toegevoegd, wat resulteert in "mea maxima culpa", vertaalbaar als "door mijn grote schuld".
De uitdrukking komt van oorsprong uit een traditioneel gebed van de Katholieke Kerk, genaamd 'Confiteor' ('Ik beken'), waarin iemand zijn fouten tegenover God bekent.
Tegenwoordig wordt de uitdrukking "mea culpa" anders gebruikt. Het heeft een meer directe betekenis gekregen, waarin iemand die een "mea culpa" schrijft of uitoefent toegeeft dat hij een fout heeft gemaakt door zijn eigen schuld (wat betekent dat het vermeden had kunnen worden als die persoon beter had gepresteerd). Het kan zelfs in nog trivialere zaken worden gebruikt: bijvoorbeeld als een voetballer toegeeft dat zijn team de wedstrijd verloor omdat hij een strafschop miste, is dit ook een "mea culpa" te noemen. Hij geeft zijn fout toe, een fout die vermeden had kunnen worden (althans in theorie) en resulteerde in een slechte uitkomst.